# Juan Carlos Tafur
Juan Carlos Tafur Rivera (Miraflores, 1 de diciembre de 1961) es un periodista, columnista y psicólogo peruano. Egresado de la especialidad de Humanidades de la Pontificia Universidad Católica del Perú, es conocido como reportero y analista de opinión de la prensa nacional. Fundador del portal Sudaca, fue el creador del término «derecha bruta y achorada» (DBA).

## Trayectoria periodística
Empezó en el diario La Prensa en 1981 y como joven liberal fue parte del grupo bautizado como los «jóvenes turcos». Además, fue director del Diario Correo, en su etapa de relanzamiento en 2000 hasta 2005; La Primera, en el 2005, Diario16 en el 2010 y diario Exitosa en el 2015.
En 2005 entró a la televisión, con su programa Lo que no se dice en RBC. Al año siguiente copresentó junto a Augusto Álvarez Rodrich Dos dedos de frente, en Frecuencia Latina. En 2007 estuvo a cargo del Canal 11 con su programa Lo que no se dice, pero fue cancelado por órdenes de Luis García Miró, director de Expreso. En 2009 integró el equipo de Buenos días, Perú.
Posteriormente, entró en la conducción de dos radios nacionales: Radio Capital, que estuvo desde su fundación en 2008 hasta 2012, y señalado como uno de los más influyentes de la categoría radial en la Encuesta del Poder de 2010; y Exitosa, entre 2013 y 2015, que además fue director de la versión impresa bajo la misma marca. Sin embargo, para este último, fue desvinculado del diario por conflictos de editorial con la familia Capuñay. En 2020 es fundador y director del portal digital Sudaca, afiliado al Consejo de la Prensa Peruana. En la Encuesta del Poder del 2021 fue considerado el tercer periodista más influyente en Internet y redes sociales y el tercer analista político más influyente del país.

## «Derecha bruta y achorada»
El periodista Juan Carlos Tafur acuñó en 2010 el término «derecha bruta y achorada» (DBA) en su columna de Diario 16 y posteriormente en La República. El neologismo tomó el peruanismo «achorada», peyorativo de beligerante, que se originó en las ideas sociales del maquiavelismo y la mercantilización dentro de Perú. Dicho término se concibió al sector de este espectro con intereses particulares. Si bien Álvarez Rodrich define como el segmento «conservador» de la política, el término es vinculado como «extrema derecha», «autoritaria», y una contraparte de «izquierda caviar» o «terruca». El abogado Fernando de la Flor Arbulú ha comparado la DBA con el trato que dio la derecha aristocrática a Fernando Belaúnde en 1963, un incidente documentado en un anuncio publicado en el periódico El Comercio.
El concepto de la DBA ha adquirido mayor relevancia en el Perú de Pedro Castillo. Si bien en 2020, Tafur señaló, a partir de un informe de Ipsos, que hay «un 28% se considera conservador y un 37% semiconservador»; en 2021, en su columna de Sudaca, ejemplificó a un representante cercano de la DBA al empresario Rafael López Aliaga. El seminario Hildebrandt en sus trece describió el concepto como un movimiento político —que agrupó a políticos, exmilitares y una think tank (Atlas)— promovió una campaña reaccionaria contra Pedro Castilo. La columnista de Caretas, Patricia Salinas, ejemplificó el término a través del personaje Socorro «La Cocó» Lorenzzi de la serie televisiva Pituca sin lucas, interpretado por Martha Figueroa.

## Publicaciones
Sus memorias fueron publicadas en el libro Fuera del aire (2017), de la editorial Planeta, que incluyen aportes adicionales de Álvarez Rodrich y Rosa María Palacios.

## Controversias

### Operativo Valkiria XI
En el marco del Operativo Valkiria XI, el Equipo Especial de Fiscales contra la Corrupción en el Poder  (EFICOOP) allanó la casa de Tafur. Las diligencias se hicieron para corroborar un vínculo entre Tafur y José Luis Castillo para la elaboración de reportajes que tenían por fin presuntamente perjudicar las labores de investigación en el caso Los Cuellos Blancos. Ante esta situación, Tafur calificó las medidas como una venganza de la fiscal Marita Barreto y una violación de la libertad de prensa luego de incautarse laptops que pertenecían a su esposa y trabajadores.